# Aboriscus
Genre
Synonymes
- Macrobunus Roewer, 1912 nec Tullgren, 1901
- Lentsujo Mello-Leitão, 1943

Aboriscus est un genre d'opilions laniatores de la famille des Assamiidae.

## Distribution
Les espèces de ce genre se rencontrent en Asie du Sud et en Asie du Sud-Est.

## Liste des espèces
Selon World Catalogue of Opiliones (31/05/2021) :
- Aboriscus aborensis (Roewer, 1913)
- Aboriscus longipes (Roewer, 1913)
- Aboriscus singularis (Roewer, 1912)

## Publications originales
- (de) Roewer, « Neue Assamiidae und Trogulidae. Weitere Weberknechte X », Veröffentlichungen aus dem Deutschen Kolonial- und Übersee-Museum in Bremen, vol. 3, no 1,‎ 1940, p. 1–31.
- (de) Roewer, « Die Familien der Assamiiden und Phalangodiden der Opiliones-Laniatores. (= Assamiden, Dampetriden, Phalangodiden, Epedaniden, Biantiden, Zalmoxiden, Samoiden, Palpipediden anderer Autoren) », Archiv für Naturgeschichte, a, vol. 78, no 3,‎ 1912, p. 1–242 (lire en ligne).